# Baralku
Baralku o Bralgu, en el nombre de la isla de la muerte, el Paraíso en la Mitología aborigen australiana de la cultura yolngu en Tierra de Arnhem; y es el lugar de dónde los Djanggawul provinieron.
Para los yolngu, Baralku está situada en los confines de la tierra, y es reinada por la Diosa Barnumbir; que está encargada de guiar las almas al Paraíso. En este lugar Barnumbir tiene su árbol maravilloso, del cual la diosa esta atada.  
- Datos: Q927617